# رولویل (میسیسیپی)
رولویل (به انگلیسی: Ruleville) شهری در ایالت میسیسیپی کشور ایالات متحده آمریکا است که جمعیت آن در سرشماری سال ۲۰۱۰ میلادی، ۳٬۰۰۷
نفر بوده‌است.